# مارسيل فير
مارسيل فير (بالألمانية: Marcel Wehr)‏ هو لاعب كرة قدم ألماني في مركز حراسة المرمى، ولد في 15 يوليو 1990 في باد نوياشتات آن در زاله في ألمانيا. لعب مع نادي آلن.

## وصلات خارجية
- مارسيل فير على موقع قاعدة بيانات كرة القدم.إي يو (الإنجليزية)
- مارسيل فير على موقع Soccerway.com (الإنجليزية)
- مارسيل فير على موقع عالم كرة القدم.نت (الإنجليزية)